# Анонімна функція
В комп'ютерному програмуванні, анонімною функцією (інші назви функціональний літерал
або лямбда-вираз, лямбда-функція) називається така функція, яка визначена без вказання пов'язаного з нею ідентифікатора. Анонімні функція зазвичай:
1. передаються у вигляді аргументу у функції вищого порядку, або
2. використовуються для побудови результату функції вищого порядку, яка має повертати функцію.

Якщо функція використовується в програмі лише раз, або обмежену визначену кількість раз, використання анонімної функції може бути більш синтаксично простішим ніж використання іменованої функції. Анонімні функції широко застосовуються у функціональних мовах програмування і інших мовах програмування з функціями першого класу, де вони виконують ту саму роль для функціонального типу, що і літерали для інших типів даних.
Анонімні функції були представлені в роботі Алонзо Черча як винайдене ним лямбда числення у 1936
(до появи електронно-обчислюваних машин), в якому всі функції анонімні. В деяких мовах програмування, анонімні функції оголошуються з використанням ключового слова lambda, а самі анонімні функції часто називаються лямбда абстракціями або лямбда виразами.
Анонімні функції почали використовуватись в мовах програмування починаючи з мови Lisp
в 1958 і тепер дедалі більше сучасних мов програмування підтримують анонімні функції.
Анонімні функції є формою вкладених функцій, в тому плані, що вони дозволяють доступ до змінних в зоні видимості функції, в яку вони вкладені (не локальні змінні). Це означає, що анонімні функції повинні визначатися з використанням замикань. На відміну від іменованих вкладених функцій, вони не можуть бути рекурсивними без використання оператору фіксованої точки (також називається анонімною фіксованою точкою або анонімною рекурсією).

## Приклади
Багато мов програмування мають підтримку анонімних функцій, або чогось подібного.

### C (не стандартне розширення)
Анонімні функції не підтримуються стандартним C, але підтримуються деякими його діалектами, такими як gcc і clang.

#### GCC
GCC має підтримку анонімних функцій, що є поєднанням вкладених функцій
і операторних виразів. Вони мають таку форму:
```
(
 
{
 
return_type
 
anonymous_functions_name
 
(
parameters
)
 
{
 
function_body
 
}
 
anonymous_functions_name
;
 
}
 
)

```

Даний приклад працює лише в проєктах, що компілюються GCC.
Слід відмітити, що завдяки роботі макроса, якщо ваша 'l_body' матиме коми за межами дужок, тоді цей код не скомпілюється оскільки
gcc використовує кому як роздільник для наступного аргументу макросу.
Аргумент 'l_ret_type' можна прибрати, якщо доступне використання '__typeof__'; в наведеному прикладі використання __typeof__
для масиву поверне 'testtype *', який можна розіменувати для отримання фактичного значення, якщо це необхідно.
```
#include
 
<stdio.h>

//* це є визначення анонімної функції */

#define lambda(l_ret_type, l_arguments, l_body)       \

  ({                                                  \

   l_ret_type l_anonymous_functions_name l_arguments  \

   l_body                                             \

   &l_anonymous_functions_name;                       \

   })

#define forEachInArray(fe_arrType, fe_arr, fe_fn_body)                                    \

{                                                                                         \

  int i=0;                                                                                \

  for(;i<sizeof(fe_arr)/sizeof(fe_arrType);i++) {  fe_arr[i] = fe_fn_body(&fe_arr[i]); }  \

}

typedef
 
struct
 
__test

{

  
int
 
a
;

  
int
 
b
;

}
 
testtype
;

void
 
printout
(
const
 
testtype
 
*
 
array
)

{

  
int
 
i
;

  
for
 
(
 
i
 
=
 
0
;
 
i
 
<
 
3
;
 
++
 
i
 
)

    
printf
(
"%d %d
\n
"
,
 
array
[
i
].
a
,
 
array
[
i
].
b
);

  
printf
(
"
\n
"
);

}

int
 
main
(
void
)

{

  
testtype
 
array
[]
 
=
 
{
 
{
0
,
1
},
 
{
2
,
3
},
 
{
4
,
5
}
 
};

  
printout
(
array
);

  
/* анонімна функція задається як функція для foreach */

  
forEachInArray
(
testtype
,
 
array
,

    
lambda
 
(
testtype
,
 
(
void
 
*
item
),

    
{

      
int
 
temp
 
=
 
(
*
(
 
testtype
 
*
)
 
item
).
a
;

      
(
*
(
 
testtype
 
*
)
 
item
).
a
 
=
 
(
*
(
 
testtype
 
*
)
 
item
).
b
;

      
(
*
(
 
testtype
 
*
)
 
item
).
b
 
=
 
temp
;

      
return
 
(
*
(
 
testtype
 
*
)
 
item
);

    
}));

  
printout
(
array
);

  
return
 
0
;

}

```